# Stiftung Zentrum für Türkeistudien und Integrationsforschung
Die Stiftung Zentrum für Türkeistudien und Integrationsforschung (ZfTI – Türkiye Araştırmalar Merkezi Vakfı) ist eine Stiftung des Landes Nordrhein-Westfalen mit Sitz in Essen. Das ZfTI sieht seine Aufgabe in der deutschen, türkischen und europäischen Migrations- und Integrationsforschung sowie der Anregung und Vernetzung wissenschaftlicher Forschung mit der Türkei und somit der Förderung des Wissenschaftleraustauschs zwischen der Türkei und Deutschland. Darüber hinaus fungiert das ZfTI als Kompetenzzentrum zu Entwicklungen in der Türkei.

## Organisation
Das Institut wurde 1985 als Modellprojekt gegründet. 1991 wurde es in den Verein Zentrum für Türkeistudien e. V. umgewandelt, seit 2001 ist es eine Stiftung des Landes Nordrhein-Westfalen (Stiftung Zentrum für Türkeistudien). Im Jahr 2010 erfolgte die Umbenennung in Stiftung Zentrum für Türkeistudien und Integrationsforschung. Das ZfTI ist Institut an der Universität Duisburg-Essen (UDE) und Mitglied der Johannes-Rau-Forschungsgemeinschaft (JRF). Die Institute der Johannes-Rau-Forschungsgemeinschaft werden vom Land NRW institutionell gefördert.
Das ZfTI ist strukturiert in die fünf Programmbereiche „Bildung, Erziehung und Gesundheit in der Migration“, „Sozialstruktur und gesellschaftlicher Zusammenhalt“, „Partizipation in Wirtschaft und Kommune“, „Migrationsbezogene Organisation und Interessenvertretung“ und „Transnationale Verbindungen Deutschland-Türkei“.
Vorsitzende der Stiftung ist Serap Güler (MdB), ihr Stellvertreter Andreas Blätte von der Universität Duisburg-Essen (UDE), hauptamtlicher Vorstand ist Dirk Halm. Das Kuratorium wird von Josefine Paul geleitet, Ministerin für Kinder, Jugend, Familie, Gleichstellung, Flucht und Integration des Landes Nordrhein-Westfalen. Wissenschaftlicher Leiter des Instituts ist seit 2010 der deutsch-türkische Psychologe und Literaturwissenschaftler Hacı-Halil Uslucan, gleichzeitig Professor für Moderne Türkeistudien an der Universität Duisburg-Essen.

## Aufgaben und Studienthemen
Zu den Aufgaben des Zentrums für Türkeistudien gehört das Erstellen von wirtschafts- und sozialwissenschaftlichen Studien, Expertisen und Berichten, die Organisation von Fachtagungen und Kongressen sowie das Erstellen von Berichten über wissenschaftliche und politische Entwicklungen, soweit sie die ausländerpolitischen Interessen der Bundesrepublik Deutschland berühren. Schwerpunkte sind dabei die sozio-ökonomischen und politischen Entwicklungen in der Türkei, in Mittelasien und auf dem Balkan, außenwirtschaftliche und politische Beziehungen der Türkei zu den Nachbarstaaten und der Europäischen Union sowie allgemeine Migrationsforschung in Deutschland und anderen europäischen Staaten.

## Kritik
Gründungsdirektor der Stiftung war von 1985 bis zu seiner Vertragsaufhebung im Jahr 2008 Faruk Şen. Şen wurde vom Stiftungsvorstand und dem damaligen Kuratoriumsvorsitzenden und ehemaligen Landesminister Armin Laschet kritisiert, weil er die Situation der in Europa lebenden Türken in einem Beitrag der zur Doğan Yayın Holding gehörenden türkischen Tageszeitung Referans im Mai 2008  mit der Judenverfolgung in der Zeit des Nationalsozialismus verglichen hatte. Daraufhin hatte der Vorstand im Juni 2008 die Entlassung Şens beschlossen. Şen gab die Position im gegenseitigen Einvernehmen mit dem Land Nordrhein-Westfalen zum Jahresende 2008 auf.
Im Jahre 2016 geriet die Stiftung für Türkeistudien und Integrationsforschung erneut in die Schlagzeilen, als dessen Geschäftsführer von der Arbeit freigestellt wurde. Er hatte seinem Namen ein „Dr.“ vorgestellt, obwohl er nicht berechtigt war, diesen Titel zu führen.